# Judo na Letních olympijských hrách 2016 – muži – střední váha
Zápasy v judu na Letních olympijských hrách v Riu v kategorii středních vah mužů proběhly v hale Carioca Arena 2 v přilehlé části Ria de Janeira v Barra da Tijuca 10. srpna 2016.

## Finále
| finále               |            |
| -------------------- | ---------- |
| Mašú Beiká           | Mašú Beiká |
| Varlam Lipartelijani | Mašú Beiká |

## Opravy / O bronz
Poražení čtvrtfinalisté se utkávají mezi sebou v opravách. Vítězové oprav následně vyzvou poražené semifinalisty v boji o bronzovou medaili.
| opravy                     | o bronz                    |                |
| -------------------------- | -------------------------- | -------------- |
| Alexandre Iddir            | Marcus Nyman               | Kwak Tong-han  |
| Marcus Nyman               | Marcus Nyman               | Kwak Tong-han  |
|                            | Kwak Tong-han              | Kwak Tong-han  |
| Mammadali Mehdijev         | Lchagvasürengín Otgonbátar | Čcheng Sün-čao |
| Lchagvasürengín Otgonbátar | Lchagvasürengín Otgonbátar | Čcheng Sün-čao |
|                            | Čcheng Sün-čao             | Čcheng Sün-čao |

## Pavouk
|   | 1/64                    | 1/32                       | 1/16                       | čtvrtfinále                | semifinále           | finále               |
| - | ----------------------- | -------------------------- | -------------------------- | -------------------------- | -------------------- | -------------------- |
| A | volný los               | Mašú Beiká                 | Mašú Beiká                 | Mašú Beiká                 | Mašú Beiká           | Mašú Beiká           |
| A | volný los               | Mašú Beiká                 | Mašú Beiká                 | Mašú Beiká                 | Mašú Beiká           | Mašú Beiká           |
| A | volný los               | Marc Odenthal              | Mašú Beiká                 | Mašú Beiká                 | Mašú Beiká           | Mašú Beiká           |
| A | volný los               | Marc Odenthal              | Mašú Beiká                 | Mašú Beiká                 | Mašú Beiká           | Mašú Beiká           |
| A | volný los               | Mikail Özerler             | Aleksandar Kukolj          | Mašú Beiká                 | Mašú Beiká           | Mašú Beiká           |
| A | volný los               | Mikail Özerler             | Aleksandar Kukolj          | Mašú Beiká                 | Mašú Beiká           | Mašú Beiká           |
| A | volný los               | Aleksandar Kukolj          | Aleksandar Kukolj          | Mašú Beiká                 | Mašú Beiká           | Mašú Beiká           |
| A | volný los               | Aleksandar Kukolj          | Aleksandar Kukolj          | Mašú Beiká                 | Mašú Beiká           | Mašú Beiká           |
| A | volný los               | Alexandre Iddir            | Alexandre Iddir            | Alexandre Iddir            | Mašú Beiká           | Mašú Beiká           |
| A | volný los               | Alexandre Iddir            | Alexandre Iddir            | Alexandre Iddir            | Mašú Beiká           | Mašú Beiká           |
| A | volný los               | Ciril Grossklaus           | Alexandre Iddir            | Alexandre Iddir            | Mašú Beiká           | Mašú Beiká           |
| A | volný los               | Ciril Grossklaus           | Alexandre Iddir            | Alexandre Iddir            | Mašú Beiká           | Mašú Beiká           |
| A | volný los               | Colton Brown               | Colton Brown               | Alexandre Iddir            | Mašú Beiká           | Mašú Beiká           |
| A | volný los               | Colton Brown               | Colton Brown               | Alexandre Iddir            | Mašú Beiká           | Mašú Beiká           |
| A | volný los               | Iszlám Monier Suliman      | Colton Brown               | Alexandre Iddir            | Mašú Beiká           | Mašú Beiká           |
| A | volný los               | Iszlám Monier Suliman      | Colton Brown               | Alexandre Iddir            | Mašú Beiká           | Mašú Beiká           |
| B | volný los               | Krisztián Tóth             | Krisztián Tóth             | Čcheng Sün-čao             | Čcheng Sün-čao       | Mašú Beiká           |
| B | volný los               | Krisztián Tóth             | Krisztián Tóth             | Čcheng Sün-čao             | Čcheng Sün-čao       | Mašú Beiká           |
| B | volný los               | Levy Kiplagat Sang         | Krisztián Tóth             | Čcheng Sün-čao             | Čcheng Sün-čao       | Mašú Beiká           |
| B | volný los               | Levy Kiplagat Sang         | Krisztián Tóth             | Čcheng Sün-čao             | Čcheng Sün-čao       | Mašú Beiká           |
| B | volný los               | Ilias Iliadis              | Čcheng Sün-čao             | Čcheng Sün-čao             | Čcheng Sün-čao       | Mašú Beiká           |
| B | volný los               | Ilias Iliadis              | Čcheng Sün-čao             | Čcheng Sün-čao             | Čcheng Sün-čao       | Mašú Beiká           |
| B | volný los               | Čcheng Sün-čao             | Čcheng Sün-čao             | Čcheng Sün-čao             | Čcheng Sün-čao       | Mašú Beiká           |
| B | volný los               | Čcheng Sün-čao             | Čcheng Sün-čao             | Čcheng Sün-čao             | Čcheng Sün-čao       | Mašú Beiká           |
| B | volný los               | Marcus Nyman               | Marcus Nyman               | Marcus Nyman               | Čcheng Sün-čao       | Mašú Beiká           |
| B | volný los               | Marcus Nyman               | Marcus Nyman               | Marcus Nyman               | Čcheng Sün-čao       | Mašú Beiká           |
| B | Sherali Jo‘rayev        | Sherali Jo‘rayev           | Marcus Nyman               | Marcus Nyman               | Čcheng Sün-čao       | Mašú Beiká           |
| B | Abd ar-Rahmán bin Amádí | Sherali Jo‘rayev           | Marcus Nyman               | Marcus Nyman               | Čcheng Sün-čao       | Mašú Beiká           |
| B | volný los               | Celtus Dossou-Yovo         | Celtus Dossou-Yovo         | Marcus Nyman               | Čcheng Sün-čao       | Mašú Beiká           |
| B | volný los               | Celtus Dossou-Yovo         | Celtus Dossou-Yovo         | Marcus Nyman               | Čcheng Sün-čao       | Mašú Beiká           |
| B | volný los               | Célio Dias                 | Celtus Dossou-Yovo         | Marcus Nyman               | Čcheng Sün-čao       | Mašú Beiká           |
| B | volný los               | Célio Dias                 | Celtus Dossou-Yovo         | Marcus Nyman               | Čcheng Sün-čao       | Mašú Beiká           |
| C | volný los               | Kwak Tong-han              | Kwak Tong-han              | Kwak Tong-han              | Kwak Tong-han        | Varlam Lipartelijani |
| C | volný los               | Kwak Tong-han              | Kwak Tong-han              | Kwak Tong-han              | Kwak Tong-han        | Varlam Lipartelijani |
| C | Ibrahim Khalaf          | Thomas Briceño             | Kwak Tong-han              | Kwak Tong-han              | Kwak Tong-han        | Varlam Lipartelijani |
| C | Thomas Briceño          | Thomas Briceño             | Kwak Tong-han              | Kwak Tong-han              | Kwak Tong-han        | Varlam Lipartelijani |
| C | volný los               | Avtar Singh                | Popole Misenga             | Kwak Tong-han              | Kwak Tong-han        | Varlam Lipartelijani |
| C | volný los               | Avtar Singh                | Popole Misenga             | Kwak Tong-han              | Kwak Tong-han        | Varlam Lipartelijani |
| C | volný los               | Popole Misenga             | Popole Misenga             | Kwak Tong-han              | Kwak Tong-han        | Varlam Lipartelijani |
| C | volný los               | Popole Misenga             | Popole Misenga             | Kwak Tong-han              | Kwak Tong-han        | Varlam Lipartelijani |
| C | volný los               | Kirill Děnisov             | Mammadali Mehdijev         | Mammadali Mehdijev         | Kwak Tong-han        | Varlam Lipartelijani |
| C | volný los               | Kirill Děnisov             | Mammadali Mehdijev         | Mammadali Mehdijev         | Kwak Tong-han        | Varlam Lipartelijani |
| C | volný los               | Mammadali Mehdijev         | Mammadali Mehdijev         | Mammadali Mehdijev         | Kwak Tong-han        | Varlam Lipartelijani |
| C | volný los               | Mammadali Mehdijev         | Mammadali Mehdijev         | Mammadali Mehdijev         | Kwak Tong-han        | Varlam Lipartelijani |
| C | volný los               | Zack Piontek               | Tiago Camilo               | Mammadali Mehdijev         | Kwak Tong-han        | Varlam Lipartelijani |
| C | volný los               | Zack Piontek               | Tiago Camilo               | Mammadali Mehdijev         | Kwak Tong-han        | Varlam Lipartelijani |
| C | volný los               | Tiago Camilo               | Tiago Camilo               | Mammadali Mehdijev         | Kwak Tong-han        | Varlam Lipartelijani |
| C | volný los               | Tiago Camilo               | Tiago Camilo               | Mammadali Mehdijev         | Kwak Tong-han        | Varlam Lipartelijani |
| D | volný los               | Varlam Lipartelijani       | Varlam Lipartelijani       | Varlam Lipartelijani       | Varlam Lipartelijani | Varlam Lipartelijani |
| D | volný los               | Varlam Lipartelijani       | Varlam Lipartelijani       | Varlam Lipartelijani       | Varlam Lipartelijani | Varlam Lipartelijani |
| D | volný los               | Komronshokh Ustopiriyon    | Varlam Lipartelijani       | Varlam Lipartelijani       | Varlam Lipartelijani | Varlam Lipartelijani |
| D | volný los               | Komronshokh Ustopiriyon    | Varlam Lipartelijani       | Varlam Lipartelijani       | Varlam Lipartelijani | Varlam Lipartelijani |
| D | volný los               | Ovini Uera                 | Ovini Uera                 | Varlam Lipartelijani       | Varlam Lipartelijani | Varlam Lipartelijani |
| D | volný los               | Ovini Uera                 | Ovini Uera                 | Varlam Lipartelijani       | Varlam Lipartelijani | Varlam Lipartelijani |
| D | volný los               | Renick James               | Ovini Uera                 | Varlam Lipartelijani       | Varlam Lipartelijani | Varlam Lipartelijani |
| D | volný los               | Renick James               | Ovini Uera                 | Varlam Lipartelijani       | Varlam Lipartelijani | Varlam Lipartelijani |
| D | volný los               | Noël van 't End            | Lchagvasürengín Otgonbátar | Lchagvasürengín Otgonbátar | Varlam Lipartelijani | Varlam Lipartelijani |
| D | volný los               | Noël van 't End            | Lchagvasürengín Otgonbátar | Lchagvasürengín Otgonbátar | Varlam Lipartelijani | Varlam Lipartelijani |
| D | volný los               | Lchagvasürengín Otgonbátar | Lchagvasürengín Otgonbátar | Lchagvasürengín Otgonbátar | Varlam Lipartelijani | Varlam Lipartelijani |
| D | volný los               | Lchagvasürengín Otgonbátar | Lchagvasürengín Otgonbátar | Lchagvasürengín Otgonbátar | Varlam Lipartelijani | Varlam Lipartelijani |
| D | Martín Michel           | Asley González             | Asley González             | Lchagvasürengín Otgonbátar | Varlam Lipartelijani | Varlam Lipartelijani |
| D | Asley González          | Asley González             | Asley González             | Lchagvasürengín Otgonbátar | Varlam Lipartelijani | Varlam Lipartelijani |
| D | volný los               | Quedjau Nhabali            | Asley González             | Lchagvasürengín Otgonbátar | Varlam Lipartelijani | Varlam Lipartelijani |
| D | volný los               | Quedjau Nhabali            | Asley González             | Lchagvasürengín Otgonbátar | Varlam Lipartelijani | Varlam Lipartelijani |